# 少女幻想怪錦絵
『少女幻想怪錦絵』（しょうじょげんそうあやしのにしきえ）は、えのあきらの漫画単行本。全1巻。青年マンガの傾向が強い。ワニマガジン社刊行。初版1997年7月。CONIC快楽天1994年11月号から、1997年4月号掲載作品を収録。

## コンテンツ
- おなかいっぱい胸いっぱい
- 一夜の怪談
- 永遠の序曲
- アナザーフェイス A-saide story
- アナザーフェイス B-saide story
- 生ける人形
- 機想曲･･･第一楽章
- 機想曲･･･第二楽章
- 機想曲･･･最終楽章
- 真夏の日の寓話